# SA Mohammadia
El SA Mohammadia es un equipo de fútbol de Argelia que juega en la División Nacional Aficionada de Argelia, la tercera categoría de fútbol en el país.

## Historia
Fue fundado en el año 1930 en la ciudad de Mohammadia en la provincia de Mascara y en la temporada de 1975/76 llegaron a las semifinales de la Copa de Argelia donde fueron eliminados en las semifinales por el MC Alger por un marcador global de 1-10.
En la temporada 1997/98 gana el grupo oeste de la Primera División de Argelia y consiguen el ascenso al Campeonato Nacional de Argelia por primera vez en su historia, pero su estancia fue muy corta ya que descendieron en su año de debut, y no solo descendieron de la primera categoría, sino que bajaron a la tercera división debido a la reforma al sistema de competición hecha por la federación Argelina de Fútbol y pasaron a jugar en la categoría aficionada.

## Palmarés
- Primera División de Argelia: 1

1997/98
- División Nacional Aficionada: 4

1969/70, 1982/83, 1996/97, 1999/2000